# Planetenmodell Hagen
Das Planetenmodell Hagen ist ein begehbares, maßstäbliches Modell des Sonnensystems, das der Veranschaulichung der realen Größenverhältnisse dient.

## Beschreibung
In das Stadtgebiet der Stadt Hagen sind Bronzeplatten in den Boden eingelassen, die die Größen und Bahnen der Planeten des Sonnensystems im Maßstab 1:1 Milliarde veranschaulichen. Jeder der acht Planeten wird durch mindestens eine Platte repräsentiert, die Details zu Durchmesser, Abstand zur Sonne und eventuell vorhandenen Monden darstellt. Zusätzlich werden die Asteroiden und der Zwergplanet Pluto dargestellt. Das ca. 1,4 m große Modell der Sonne befindet sich im Ratskeller, einem Restaurant unter dem Rathaus der Stadt. Die Modellbahnen der inneren Planeten (bis einschließlich Mars) verlaufen überwiegend im Innenstadtbereich, während die äußeren Planetenbahnen bis in die Vororte (Haspe, Boele, Dahl) reichen.
Zusätzlich zu den Darstellungen von Sonne, Planeten, Zwergplaneten und Asteroiden wird im sogenannten Astro-Zentrum der scheinbare jahreszeitliche Lauf der Sonne durch den Zodiak dargestellt. Das Astro-Zentrum war ursprünglich auch als Denkmal für bedeutende Astronomen wie Kepler und Kopernikus geplant worden.
Die Idee zu diesem Modell wurde erstmals 1959 durch Walter K. B. Holz veröffentlicht, der das Planetenmodell bis in die 1970er Jahre maßgeblich betreute und aufbaute. Holz hat in verschiedenen anderen Städten als Berater für die Entwicklung ähnlicher Modelle gewirkt. Das Hagener Modell ist sehr wahrscheinlich das erste begehbare Planetenmodell weltweit und ist heute der Volkssternwarte Hagen angegliedert. Ein vergleichbares Modell im Maßstab 1:10 Milliarden wurde 2001 in Washington DC eingeweiht.
Die Entwürfe zum Astro-Zentrum und den Bronzeplatten stammen von Rolf Crummenauer.

## Trivia
Der Musiker Stefan Erbe hat dem Hagener Planetenmodell im Jahr 1994 sein Album Cosmic Dreamland gewidmet.
Zum 50-jährigen Jubiläum des Modells ist ein weiteres Album mit elektronischer Musik erschienen.
Der Schriftsteller Andreas Eschbach bezieht sich im Nachtrag zu seinem Roman Exponentialdrift auf das Planetenmodell in Hagen, um damit verschiedene Entfernungen in unserem Sonnensystem zu verdeutlichen. 